# Сафок (Вирџинија)
Сафок (енгл. Suffolk) град је у америчкој савезној држави Вирџинија. По попису становништва из 2010. у њему је живело 84.585 становника.

## Демографија
Према попису становништва из 2010. у граду је живело 84.585 становника, што је 20.908 (32,8%) становника више него 2000. године.
| Група             | 2000.          | 2010.          |
| Белци             | 33.940 (53,3%) | 43.034 (50,9%) |
| Афроамериканци    | 27.718 (43,5%) | 36.120 (42,7%) |
| Азијати           | 491 (0,8%)     | 1.350 (1,6%)   |
| Хиспаноамериканци | 809 (1,3%)     | 2.415 (2,9%)   |
| Укупно            | 63.677         | 84.585         |